# Касимова, Инна Григорьевна
Инна Григорьевна Касимова (10 апреля 1976, Можга, Удмуртская АССР) — российская биатлонистка, трёхкратный призёр чемпионата мира по летнему биатлону, призёр всемирной зимней Универсиады, чемпионка и призёр чемпионата России. Мастер спорта России международного класса (2003).

## Биография
Начала заниматься биатлоном в Можге под руководством Алексея Фёдоровича Коротаева. На взрослом уровне выступала за спортивный клуб Вооружённых Сил и город Тюмень, тренеры — Е. А. Панков, И. И. Вахрушев, Леонид Александрович Гурьев.
В 1999 году на всемирной зимней Универсиаде в словацком Попраде завоевала серебряную медаль в эстафете в составе сборной России вместе с Евгенией Куцепаловой и Ольгой Зайцевой.
На чемпионате мира по летнему биатлону 2003 года в Форни-Авольтри стала серебряным призёром в эстафете и бронзовым — в спринте и гонке преследования, а также заняла пятое место в масс-старте. На зимнем чемпионате Европы 2003 года, также проходившем в Форни-Авольтри, заняла 12-е место в индивидуальной гонке.
На уровне чемпионата России в 2004 году стала чемпионкой в гонке патрулей, серебряным призёром в эстафете и бронзовым призёром в командной гонке. Становилась победительницей этапов Кубка России.
Завершила спортивную карьеру в середине 2000-х годов. Мать четырёх детей.
Окончила институт физической культуры Тюменского государственного университета.